# Ущерка
Ущерка, Ущер — река в России, протекает в Судогодском и Суздальском районах Владимирской области. Устье реки находится в 258 км по правому берегу реки Клязьма. Длина реки составляет 18 км, площадь водосборного бассейна — 164 км². В верховьях также именуется Шаркша. В 5,3 км от устья принимает слева реку Унтвар.
Река начинается юго-западнее деревни Новопетрово в 20 км к юго-востоку от Владимира. Течёт на север, протекает деревни Новопетрово, Станки, Соколово, Ширманиха. Притоки — Язовица, Унтвар, Хлыстиха (все — левые). Впадает в Клязьму у деревни Сельцо.

## Данные водного реестра
По данным государственного водного реестра России относится к Окскому бассейновому округу, водохозяйственный участок реки — Клязьма от города Владимир до города Ковров, без реки Нерль, речной подбассейн реки — бассейны притоков Оки от Мокши до впадения в Волгу. Речной бассейн реки — Ока.
По данным геоинформационной системы водохозяйственного районирования территории РФ, подготовленной Федеральным агентством водных ресурсов:
- Код водного объекта в государственном водном реестре — 09010300912110000032776
- Код по гидрологической изученности (ГИ) — 110003277
- Код бассейна — 09.01.03.009
- Номер тома по ГИ — 10
- Выпуск по ГИ — 0